# Leslie-Lautsprecher

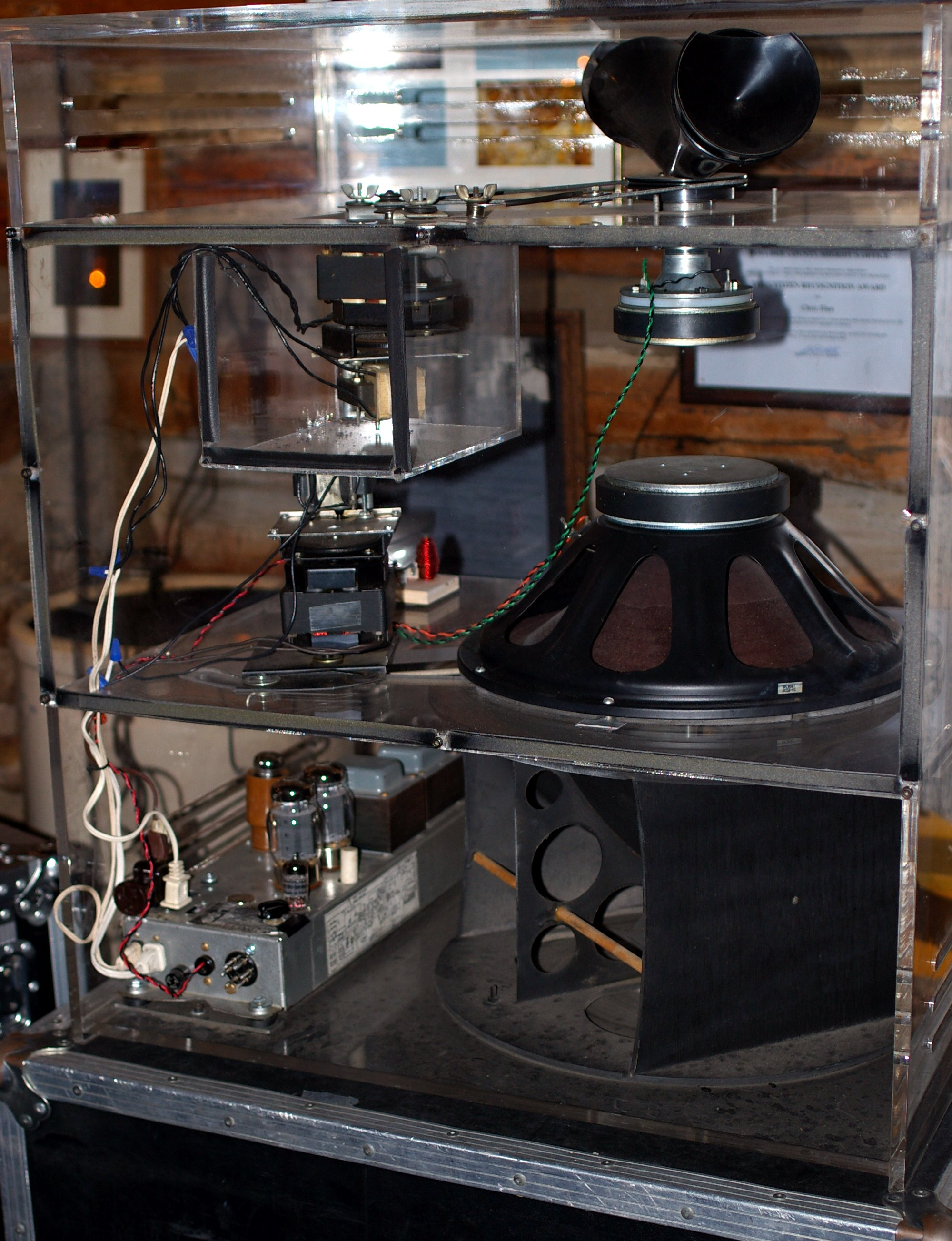
Ein Leslie-Lautsprecher im durchsichtigen Plastikgehäuse

Ein Leslie-Lautsprecher (Leslie speaker; auch als Rotationslautsprecher, Leslie-Tonkabinett, Leslie-Box oder kurz Leslie bekannt) ist ein Effektgerät in einem Rig zur elektroakustischen Klangveränderung musikalischer Tonsignale, in dem mithilfe eines durch Rotation ausgelösten Doppler-Effekts Schwebungen erzeugt werden.
Benannt ist das Leslie nach seinem Erfinder Donald „Don“ Leslie (1911–2004).

## Geschichte
Don Leslie bot seine Erfindung 1940 zunächst Laurens Hammond für seine Hammond-Orgel an, der es jedoch kategorisch ablehnte. Leslie gründete daraufhin die Firma Electro Music in Pasadena und baute seine Systeme als Zusatz für Orgeln. Erst ab 1980 kam es nach Bildung der Firma Hammond Suzuki/USA durch die Übernahme der Firma CBS, zu der Electro Music inzwischen gehörte, zur direkten Zusammenarbeit mit Leslie.
Unabhängig von diesen Marketingproblemen wurden von findigen Musikern und Technikern beide Systeme seit den 1960er-Jahren miteinander kombiniert und prägen seitdem den Sound der Hammondorgel entscheidend mit.
Der ursprüngliche Name des Leslie-Lautsprechers war Vibratone, er wurde aber auch Brittain-Lautsprecher genannt: 1941 begann Leslie eine Teilhaberschaft mit einem Lou Brittain; diese wurde nach dem Krieg wieder aufgelöst. Leslies waren auch als Hollywood-Lautsprecher (sie wurden in Kalifornien nahe Hollywood gebaut) und Crawford-Lautsprecher (Organist Jesse Crawford war der erste Leslie-Verkäufer im New-York-Bereich) bekannt. 1946 wurde der Name wieder in Leslie-Vibratone geändert, um das Durcheinander zu beenden. Die meisten Leute nannten sie einfach „Leslie“ und 1949 ließ Leslie den Namen Vibratone fallen.
Erst in den  1980er Jahren wurden Leslies Produkte offiziell von Hammond unterstützt. Heute baut die Nachfolgefirma Hammond Suzuki USA selbst Rotor-Lautsprecher mit dem Markennamen Leslie.

## Prinzip

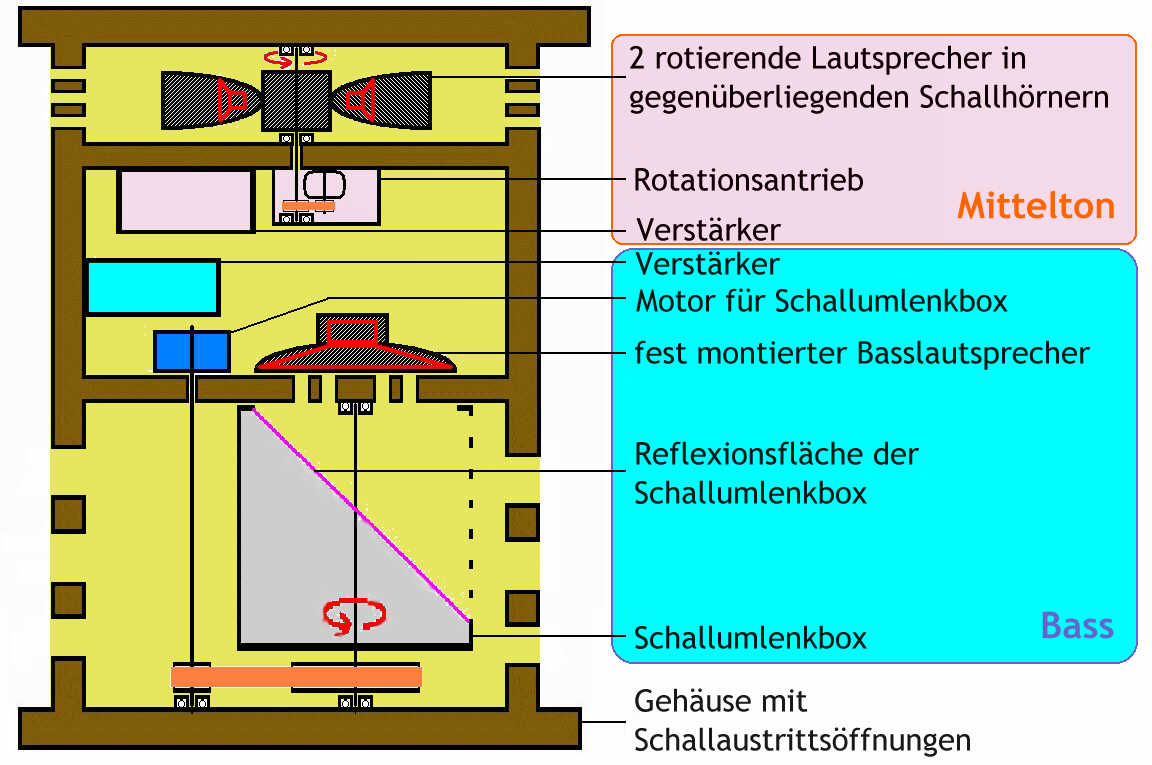
Querschnitt eines typischen Leslie-Lautsprechers

Herausragendes Merkmal eines Leslie sind die rotierenden Schallabstrahler, die vor den Lautsprechern sitzen. Sinn der Rotation ist die Erzeugung eines Vibratos, das heißt, eine Modulation der Tonhöhe durch Ausnutzung des Doppler-Effekts und daraus resultierender Schwebung. Durch Reflexion an festen Wänden werden dabei mehrere leicht gegeneinander verschobene Doppler-Frequenzen überlagert abgestrahlt, so dass zusätzlich zum Vibrato ein Schwebungseffekt entsteht.
Wenn sich das rotierende Tonhorn vom Zuhörer entfernt, wird damit der Ton tiefer. Gleichzeitig nähert er sich aber der gegenüberliegenden Wand, die daher mit einem höheren Ton beschallt wird, den sie auch in Richtung des Zuhörers reflektiert. Das geschieht zu jedem Zeitpunkt in alle Richtungen des Raumes. Der Zuhörer erfährt damit ein sehr komplexes Klangbild, das weit über ein einfaches Tonhöhen-Vibrato hinausgeht und den Hammondsound bereichert.
In Verbindung mit der Hammond-Orgel erfüllt das Leslie klanglich in etwa die gleiche Funktion wie ein Tremulant im Hauptwindkanal in einer Pfeifenorgel.

## Technik
Das klassische Leslie ist als Zweiwege-System aufgebaut, mit getrennten Lautsprechern für den Hochton- und den Bassbereich. Die Trennfrequenz zwischen Hoch- und Tieftöner liegt bei Leslie-Fabrikaten um 800 Hz. Mechanische Nachahmungen legen sie aus Kostengründen nach 1500 Hz, wodurch sich natürlich der Klang verändert.
Einfache Modelle hatten fest installierte Mittel-/Hochtonlautsprecher und nur die Basstrommel rotierte. Inzwischen gibt es auch ein Einweg-System.
Der Hochtonbereich wird bei den besseren Modellen von einem Horn wiedergegeben, das als Doppelhorn ausgeführt ist. Dabei wird der Schall aber nur durch eines der beiden Hörner geleitet, das andere Horn dient als Gegengewicht. Der Hochtonrotor beschleunigt und verzögert schneller als der Bassrotor, da dieser aufgrund seiner höheren Masse ein größeres Trägheitsmoment besitzt. Die Rotation wird in zwei Stufen über einen Schalter an der Orgel oder über ein Vorverstärker-Pedal (Combo Preamp) gesteuert. Beim langsamen Drehen der Rotoren („chorale“) entsteht ein chorusähnlicher Effekt. Beim schnellen Drehen („tremolo“) entsteht ein Effekt, der einem Tremolo ähnelt. Bei manchen Modellen kann die Rotation auch abgestellt werden. Akustisch reizvoll sind auch die bei Beschleunigung und Verzögerung auftretenden Effekte. Die älteren Leslie-Modelle hatten  zwei mechanisch verkoppelte Motoren; die meisten neueren Modelle haben nur einen einzigen Motor mit einer elektronischen Steuerung.
Besonders wuchtig klingen sogenannte Rotosonic-Trommeln, die anstelle der Schallumlenktrommel als Bassrotor funktionieren. Bei diesen Trommeln sitzt tatsächlich ein 6×9-Zoll-Lautsprecher in einer Trommel und das Tonsignal wird über einen speziell dafür entwickelten Quecksilber-Kontakt geleitet. Der Modulationseffekt im Bassbereich ist bei diesen Modellen intensiver als beim Original-Leslie. Diese Trommeln sind um einiges schwerer als die Umlenktrommeln und beschleunigen oder verzögern entsprechend langsamer. Leslies mit Rotosonic-Bassrotoren haben einen zusätzlichen Basslautsprecher, der Frequenzen überträgt, die für den 6×9-Zoll-Lautsprecher in der Trommel zu tief sind.
Weitere Bestandteile des Leslie sind der eingebaute Verstärker und bei manchen Modellen eine Nachhalleinheit, die mit einem Federhall aufgebaut ist. Außerdem ist eine Lautsprecherweiche (passiv oder aktiv) integriert, die den verbauten Lautsprecher-Chassis geeignete Frequenzbereiche ausfiltert. Manche Leslie-Modelle haben zusätzlich feststehende Lautsprecher, die zur Wiedergabe von Nicht-Orgelklängen (zum Beispiel String-Ensemble, Piano, Bass) oder eines Hallsignals dienen.
Auf einen systembedingten Nachteil des Leslie weist schon die Zusatzbezeichnung Kabinett hin: Die Leslie-Einheit ist groß und schwer und schlecht zu transportieren. Das Leslie-Kabinett dient weiterhin nur der Schallerzeugung: Es gibt die eingespeisten Tonsignale nach der Bearbeitung nicht, wie bei anderen Effektgeräten, wieder als elektrisches Signal aus, da es selbst keine Mikrofone besitzt. Die Mikrofon-Abnahme des Leslie ermöglicht somit weitere Einflussnahme auf den erzeugten Klang und spielt bei der Musikproduktion eine besondere Rolle. Es muss mit mindestens zwei Mikrofonen gearbeitet werden, um die Räumlichkeit des Leslie-Klangs aufzuzeichnen. Die Anordnung der Mikrofone und der Wiedergaberaum sind dabei kritische Größen. Besonders bei hoher Rotationsgeschwindigkeit können mechanische und propellerähnliche Geräusche auftreten.
Trotz der Abneigung des Orgelbauers Laurens Hammond gegen den „Leslie-Effekt“ gab es die von ihm hergestellten Orgel-Modelle T und N mit eingebauten rotierenden Lautsprechern, die auch als Leslie bezeichnet wurden. Diese waren im Unterbau der Orgel untergebracht und etwas kleiner als die typischen Kabinett-Lautsprecher.

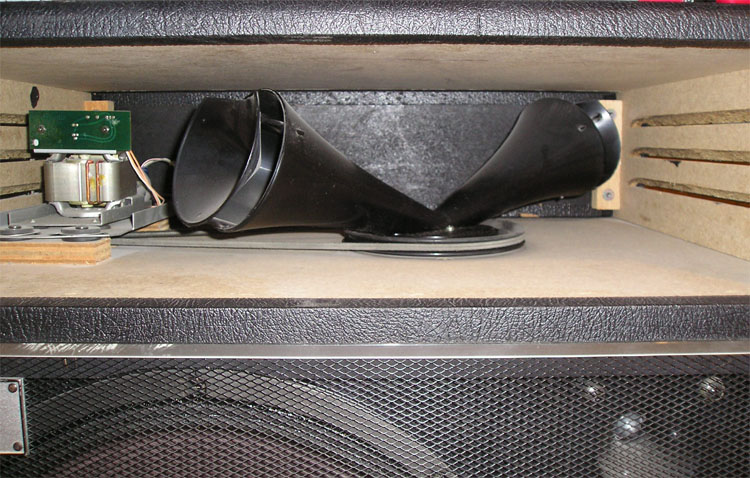
Ein Hochtonrotor (Leslie Modell 310)
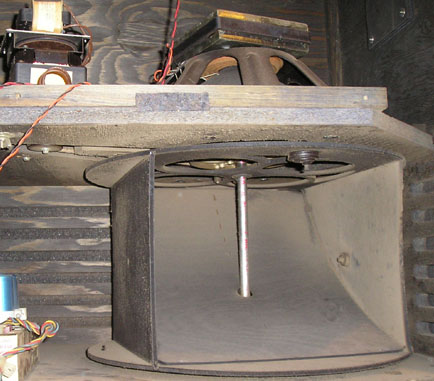
Eine Umlenktrommel (Leslie Modell 760)
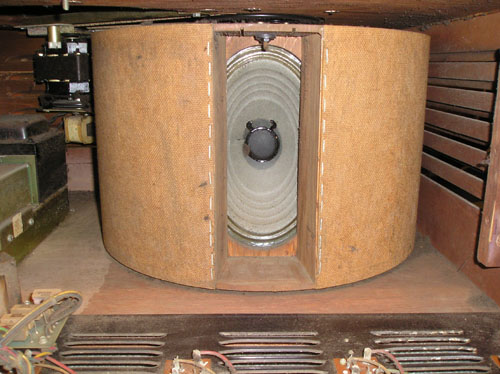
Eine Rotosonic-Trommel (Leslie Modell 722)

## Nachbauten
Es gibt unterschiedliche Formen und Nachbauten, darunter auch sehr kompakte Lösungen.
Verschiedene Hersteller haben auch immer wieder versucht, den Klang eines Leslies auf elektronischem Weg nachzubilden. Da jedoch der typische schwebende, schwirrende Klang eine Kombination aus Vibrato, Tremolo und Phasenverschiebung darstellt, die noch dazu für hohe und tiefe Tonanteile unterschiedlich verläuft, ist es erst mit der Verfügbarkeit schneller und billiger Rechnerleistung auf digitalem Wege gelungen, den Effekt im Computer annähernd zu simulieren. Bei Live-Darbietungen ist ein originales Leslie-Kabinett für geübte Ohren jedoch leicht von einer elektronischen Simulation zu unterscheiden. Unter einigen Musikern ist die Benutzung eines simulierten Leslie daher verpönt. Ein Zitat des Keyboarders Bobby Sparks dazu lautet: „There's nothing like the real thing, man!“ (Nichts ist wie das echte Ding, Mann!) Allerdings geben Preis, Gewicht und Sperrigkeit eines echten Leslie-Kabinetts meist den Ausschlag, doch auf eine digitale Simulation zurückzugreifen.

## Hörbeispiele
Die nachfolgenden Beispiele wurden mit einer XB-1 aufgenommen, einer portablen volldigitalen Orgel aus dem Hause Hammond.
Das erste Beispiel macht anhand eines einfachen Akkordes hörbar, wie das Leslie erst mit niedriger Geschwindigkeit läuft (man muss genau hinhören, damit man die langsamen Rotationen der Lautsprecher hört). Dann wird das Leslie auf hohe Geschwindigkeit umgeschaltet, wobei man gut hören kann, dass der Hochtonrotor wesentlich früher die Endgeschwindigkeit erreicht als der Bassrotor. Anschließend wird wieder auf niedrige Geschwindigkeit umgeschaltet, wobei der Hochtonrotor wiederum wesentlich schneller in der Geschwindigkeit abfällt als der Bassrotor.
Hammond-Orgel, Leslie-Effekt Slow-Fast-Slow: 
Das zweite Beispiel besteht aus einer kurzen Akkordfolge, wobei an drei Stellen das Leslie beschleunigt wird.
Hammond-Orgel, verschiedene Sequenzen mit Leslie-Effekten: 